# Procédure d'adhésion de la Serbie à l'Union européenne
La Serbie a déposé sa candidature d'adhésion à l'Union européenne le 23 décembre 2009 ; la candidature a été transmise à la Commission européenne le 26 octobre 2010 afin qu'elle commence à l'examiner. Le 12 octobre 2011, la Commission européenne confirme l'ouverture du processus d'adhésion en lui accordant le statut de candidat à l'entrée dans l'Union européenne.
Le 2 mars 2012, le Conseil européen accorde le statut de candidat officiel à la Serbie ; cette décision a été motivée par la France, l'Italie et l'Autriche, aux vues des récents progrès de Belgrade pour œuvrer à la stabilité régionale, notamment à la suite des accords conclus le 24 février 2012 entre Belgrade et Pristina dans le cadre du dialogue entre l'Union européenne et les pays des Balkans.
En 2013 un sondage réalisé en Serbie montrait que les Serbes étaient plus favorables à une Union avec la Russie qu'avec l'Union européenne, ce qui illustre l'importance des relations entre la Russie et la Serbie.

## Historique

### Accord de stabilisation et d'association
Les négociations de l'accord de stabilisation et d'association commencèrent en novembre 2005.
Le 3 mai 2006, l'Union européenne suspendit les discussions avec la Serbie car Ratko Mladić n'avait pas été encore arrêté et qu'en cela la Serbie avait failli à remplir son engagement selon lequel elle coopérait pleinement avec le Tribunal pénal international pour l'ex-Yougoslavie. Ceci ralentit le rythme du processus de réformes. En juillet 2006, un plan d'action visant à arrêter Ratko Mladić fut préparé par le gouvernement afin de localiser et de porter devant les tribunaux l'ancien général, dans le but d'améliorer les relations avec l'UE. En mai 2007, les partis serbes parvinrent à un accord pour la mise en place d'un nouveau gouvernement et firent de Boris Tadić le chef du Conseil national de sécurité. Les premières semaines qui ont suivi la création de ce Conseil, les polices serbes ont arrêté deux criminels de guerre recherchés. En conséquence, le 13 juin 2007, l'Union européenne rouvrit les négociations. Le 21 juillet 2008, Radovan Karadžić fut arrêté. Le 26 mai 2011, Mladić fut finalement arrêté.
Le 8 novembre 2007, le vice-Premier ministre serbe Božidar Đelić et la Commissaire à l'élargissement Olli Rehn paraphèrent à Bruxelles l'accord de stabilisation et d'association entre la Serbie et l'Union européenne. Olli Rehn déclara que cette décision était le résultat de l'amélioration de la coopération avec le TPIY, comme l'a constaté la procureure générale, Carla Del Ponte.
Rehn souligna que la pleine coopération de Belgrade avec le TPIY restait une pré-condition pour la signature de l'Accord de stabilisation et d'association. Il fut parafé deux ans après le début des négociations. Le 16 janvier 2008, la Belgique et les Pays-Bas confirmèrent que leur pays ne signeraient pas l'ASA (la signature de tous les États membres de l'Union étant nécessaire) jusqu'à ce que la Serbie coopère pleinement avec le TPIY. Le 14 janvier 2008, le procureur du TPIY Serge Brammertz déclara qu'il n'y avait aucun changement et que la Serbie ne coopérait pas encore pleinement.
L'UE planifiait d'accorder le statut de candidat à la Serbie début 2009, à la condition de sa pleine coopération avec le tribunal de La Haye. La Serbie obtint finalement le statut d’État candidat le 1er mars 2012.
L'Accord de stabilisation et d'association (ASA) est entré en application le 1er septembre 2013.

### Demande d'adhésion

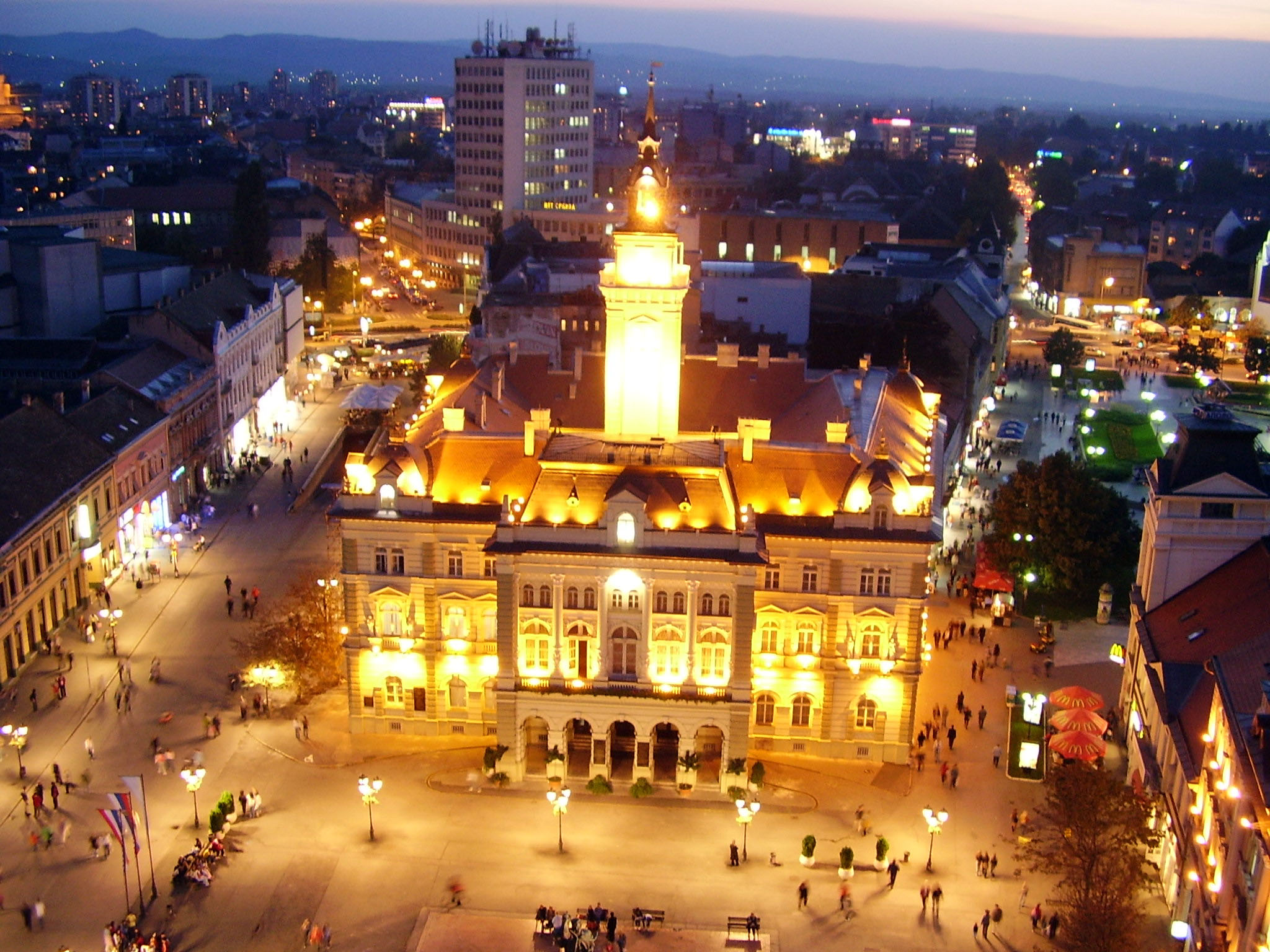
Mairie de Novi Sad où se tiennent les négociations entre l'UE et le gouvernement serbe.

Le 21 juillet 2008, Radovan Karadžić est arrêté à Belgrade et transféré 9 jours plus tard devant le TPIY. Ce transfert eut un impact positif au sein de l'UE et fut considéré comme une étape importante de la procédure d'adhésion serbe.
Le 23 janvier 2009, le vice-Premier ministre serbe Božidar Đelić indiquait que la Serbie allait remettre sa demande d'adhésion à la présidence tchèque du Conseil de l'Union européenne en 2009 qui se terminait le 30 juin. Cependant, ce n'est qu'en novembre 2009 que le ministre serbe des Affaires étrangères Vuk Jeremić dépose la demande d'adhésion après une rencontre avec la commissaire à l'élargissement Olli Rehn.
Le 7 décembre 2009, les ministres des Affaires étrangères de l'Union ont publié un accord provisoire sur la facilitation du commerce avec la Serbie, jusqu'alors bloqué par les Pays-Bas.
Par décision des ministres de l'intérieur de l'Union en date du 30 novembre 2009, les citoyens serbes, mais aussi macédoniens, monténégrins bénéficient, depuis le 19 décembre 2009, d'une exemption de visa pour les États Schengen de l'Union européenne.
Le 22 décembre 2009, le président Boris Tadić a remis la demande d'adhésion serbe à la présidence suédoise du Conseil de l'Union.

### Octroi du statut de candidat
Le 25 octobre 2010, les ministres européens des Affaires étrangères réunis à Luxembourg ont décidé à l'unanimité de transmettre la demande d'adhésion de la Serbie à la Commission européenne. Celle-ci transmet alors un questionnaire concernant les différents chapitres de l'acquis à la Serbie. Le 31 janvier 2011, les réponses au questionnaire sont données à la Commission.
Le 26 mai 2011, Ratko Mladić a été arrêté à Lazarevo. La Serbie espérait alors une adhésion rapide à l'Union, compliquée par la crise économique et financière des États de l'UE. Le 20 juillet 2011, Goran Hadžić, le dernier criminel de guerre recherché, fut arrêté. La Serbie réunit dès lors presque toutes les exigences de l'Union. Cependant, en dépit de cette arrestation, le statut d’État candidat a été refusé à la Serbie lors du sommet européen du début du mois de décembre 2011. La décision d'octroyer le statut de candidat se fait par un vote à l'unanimité et, lors de ce Conseil, l'Allemagne a opposé son veto.
Le différend entre la Serbie et le Kosovo fait aussi partie des difficultés. En novembre 2011, des manifestants serbes ont attaqué des soldats de la KFOR de l'OTAN dans la région frontalière. Des soldats allemands, notamment, furent blessés. En marge de la 48e Conférence de Munich sur la sécurité, le ministre de la défense autrichien Norbert Darabos a déclaré que la Serbie devait rapidement recevoir le statut de candidat car le gouvernement serbe avait montré des signaux clairs indiquant qu'il souhait trouver une solution au différend avec le Kosovo.

### Négociations
Le 1er mars 2012, la Serbie reçut le statut de candidat. Auparavant, la Roumanie a abandonné son opposition à l'octroi du statut de candidat après un accord serbo-roumain pour protéger les minorités. Le politicien roumain Cristian Diaconescu avait demandé des garanties concernant la minorité serbe dans les roumanophones de Serbie,.
Les perspectives d'adhésion de la Serbie se sont assombris au début du mois d'août 2012. Fin juillet, après l'installation du nouveau gouvernement du Premier ministre Ivica Dačić (PSS), le Parlement devait se prononcer sur une loi controversée. Celle-ci était liée à l'existence d'un déficit budgétaire historique de 2,2 milliards d'euros. Le gouvernement souhaitait plus de contrôle sur la Banque centrale. Bien que le Fonds monétaire international, la Banque mondiale et l'Union européenne avaient déjà contesté le projet de loi, 139 députés ont voté pour le projet de loi et 39 ont voté contre. Le gouverneur de la Banque nationale Dejan Šoškić avait démissionné deux jours avant le vote en signe de protestation. L'Union européenne a déclaré que les efforts de la Serbie en vue de l'adhésion à l'UE avaient été retardés par l'adoption de la loi,.
Le 19 janvier 2015, David McAllister a présenté à la commission des affaires étrangères son projet de résolution sur le rapport de suivi sur la Serbie en 2014.

### Chronologie
| Date               | Évènement |
| ------------------ | --- |
| 1997               | Approche régionale : le Conseil de l'Union européenne établit les conditions politiques et économiques à l'établissement de relations bilatérales. |
| 1999               | L'Union propose un nouveau processus de stabilisation et d'association (PSA) pour cinq États du sud-est européen, dont la Serbie. |
| 5 octobre 2000     | Renversement de Slobodan Milošević |
| Novembre 2000      | La Serbie bénéficie de préférences commerciales autonomes de la part de l'Union. |
| 2001               | Première année du programme CARDS spécialement destiné aux États bénéficiant du PSA. |
| Juin 2001          | Le Conseil européen de Feira déclare que les États PSA sont des « candidats potentiels » à l'adhésion. |
| Juillet 2001       | Début de la mission de la force opérationnelle consultative UE-ERY. |
| Mars 2002          | Signature de l'accord de Belgrade sur l'Union de Serbie-et-Monténégro. |
| Juin 2003          | Lors du sommet de Thessalonique, le processus de stabilisation et d'association confirma la politique européenne pour les Balkans occidentaux. La perspective européenne de trois pays est confirmée.                                                 |
| Juillet 2003       | Le dialogue permanent et amélioré de l'Union avec la Serbie-et-Monténégro remplace la force opérationnelle consultative. |
| Juin 2004          | Décision du Conseil sur le partenariat européen pour la Serbie-et-Monténégro (mis à jour en janvier 2006). |
| Octobre 2004       | Les conclusions du Conseil ouvre le processus de mise en place d'un accord de stabilisation et d'association. |
| Octobre 2005       | Lancement des négociations de l'accord de stabilisation et d'association (ASA). |
| 3 mai 2006         | Suspension des négociations sur l'ASA du fait du manque de progrès dans la coopération avec le TPIY. |
| 3 juin 2006        | Le Monténégro déclare son indépendance à la suite du référendum du 21 mai. |
| 5 juin 2006        | À la suite de l'indépendance du Monténégro, la Serbie proclame son indépendance en tant qu'État successeur légal de l'Union serbo-monténégrine, ce qui en même temps équivaut de facto à reconnaître celle du Monténégro.                             |
| 15 juin 2006       | Le gouvernement serbe reconnait officiellement le Monténégro comme un État indépendant. |
| Octobre 2006       | Le Parlement serbe vote une nouvelle Constitution qui est adoptée par référendum. |
| 13 juin 2007       | Les négociations de l'ASA avec la Serbie reprennent après que le pays ait montré sa volonté d'atteindre une pleine coopération avec le TPIY. |
| 1er novembre 2007  | L'ASA pour la Serbie est paraphé. |
| 1er janvier 2008   | Entrée en vigueur de l'accord de facilitation et de réadmission entre la Serbie et l'Union. |
| 17 février 2008    | L’Assemblée du Kosovo déclare son indépendance. |
| 18 février 2008    | Conseil de l'Union européenne : décision sur les principes, priorités et conditions contenues dans le partenariat européen avec la Serbie (dont le Kosovo).                                                                                           |
| 29 avril 2008      | L'ASA et la Serbie et l'accord intérim sont signés à Luxembourg. |
| 7 mai 2008         | Le Commissaire Barrot remet la feuille de route sur la libéralisation des visas. Celle-ci est mise en place dans le but de parvenir à un régime sans visas pour les citoyens serbes souhaitant se rendre dans l'espace Schengen.                      |
| 21 juillet 2008    | Radovan Karadžić, inculpé pour crime de guerre, est arrêté. |
| 9 septembre 2008   | L'ASA et l'accord intérimaire sont ratifiés par l'Assemblée nationale de Serbie. |
| 15 septembre 2008  | Les Pays-Bas gèlent l'application des dispositions commerciales de l'ASA,. |
| 16 octobre 2008    | Le gouvernement serbe annonce sa décision unilatérale de mettre en œuvre les dispositions commerciales de l'accord commercial intérimaire avec l'UE à partir du 1erjanvier 2009,.                                                                     |
| 1er janvier 2009   | La Serbie met en œuvre l'accord commercial intérimaire avec l'UE,. |
| 30 novembre 2009   | La Commission européenne décide de placer la Serbie sur la liste blanche de l'espace Schengen. |
| 7 décembre 2009    | La Commission européenne décide de mettre en œuvre l'accord commercial intérimaire avec la Serbie. |
| 19 décembre 2009   | Le régime sans visa entre en vigueur. |
| 22 décembre 2009   | La Serbie soumet officiellement sa demande d'adhésion à l'Union. |
| 11 février 2010    | L'accord intérimaire entre en vigueur. |
| 14 juin 2010       | La Commission européenne décide de commencer la ratification de l'ASA. |
| 25 octobre 2010    | Le Conseil de l'UE transmet la demande d'adhésion de la Serbie à la Commission européenne. |
| 24 novembre 2010   | La Commission européenne présente le questionnaire législatif aux États ayant fait une demande d'adhésion ; le questionnaire contient 2 483 questions et sous-questions.                                                                              |
| 19 janvier 2011    | Le Parlement européen ratifie l'ASA concernant la Serbie. |
| 31 janvier 2011    | La Serbie répond au questionnaire de l'Union. |
| 26 mai 2011        | Le criminel de guerre en fuite Ratko Mladić est arrêté à Lazarevo au nord de la Serbie. |
| 31 mai 2011        | L'ancien chef militaire serbo-bosniaque Ratko Mladić est extradé au TPIY à La Haye. |
| 20 juillet 2011    | Le criminel de guerre en fuite Goran Hadžić, dernier fugitif accusé par le TPIY, est arrêté, marquant le dernier obstacle à l'octroi du statut de candidat à la Serbie.                                                                               |
| 22 juillet 2011    | L'ancien chef militaire serbo-croate Goran Hadžić est extradé au TPIY. |
| 12 octobre 2011    | La Commission européenne recommande que la Serbie se voit accorder le statut de candidat à l'Union. |
| 1er mars 2012      | Le Conseil européen octroi le statut de candidat officiel à l'Union à la Serbie. |
| 22 avril 2013      | La Commission européenne recommande l'ouverture des négociations d'adhésion avec la Serbie à la suite des progrès du pays pour la normalisation des relations avec le Kosovo.                                                                         |
| 28 juin 2013       | Le Conseil européen décide d'ouvrir les négociations d'adhésion et programme la première conférence intergouvernementale au plus tard pour janvier 2014.                                                                                              |
| 1er septembre 2013 | L'Accord de stabilisation et d'association (ASA) entre en application. |
| 21 janvier 2014    | Première conférence d'adhésion. |
| 14 décembre 2015   | Deuxième conférence d'adhésion : ouverture des chapitres 32 « Contrôle financier » et 35 « Autres questions ». |
| 18 juillet 2016    | Troisième conférence d'adhésion : ouverture des chapitres 23 « Appareil judiciaire et droits fondamentaux » et 24 « Justice, liberté & sécurité ». |
| 13 décembre 2016   | Quatrième conférence d'adhésion : ouverture du chapitre 5 « Marchés publics » et du chapitre 25 « Science et recherche » qui est clos provisoirement à la même date.                                                                                  |
| 27 février 2017    | Quatrième conférence d'adhésion : ouverture du chapitre 20 « Politique d’entreprise et politique industrielle » et du chapitre 26 « Éducation et culture » qui est clos provisoirement à la même date.                                                |
| 11 décembre 2017   | Cinquième conférence d'adhésion : ouverture du chapitre 6 « Droit des sociétés » et du chapitre 30 « Relations extérieures ». |
| 25 juin 2018       | Sixième conférence d'adhésion : ouverture du chapitre 13 « Pêche » et du chapitre 33 « Dispositions financières et budgétaires ». |
| 10 décembre 2018   | Septième conférence d'adhésion : ouverture du chapitre 17 « Politique économique et monétaire » et du chapitre 18 « Statistiques ». |
| 27 juin 2019       | Huitième conférence d'adhésion : ouverture du chapitre 9 « Services financiers ». |
| 10 décembre 2019   | Neuvième conférence d'adhésion : ouverture du chapitre 4 « Libre circulation des capitaux ». |
| 14 décembre 2021   | Treizième réunion de la conférence d'adhésion : ouverture du chapitre 14 « politique des transports », du chapitre 15 « l'énergie », du chapitre 21 « les réseaux transeuropéens » et du chapitre 27 « l'environnement et le changement climatique ». |

## État des négociations
| Chapitres de l'acquis                                                | Évaluation initiale de la Commission    | Début de l'examen analytique | Fin de l'examen analytique | Ouverture du chapitre | Clôture du chapitre |
| -------------------------------------------------------------------- | --------------------------------------- | ---------------------------- | -------------------------- | --------------------- | ------------------- |
| 1. Libre circulation des biens                                       | Efforts approfondis nécessaires         | 17 juin 2014                 | 12 septembre 2014          | –                     | –                   |
| 2. Libre circulation des travailleurs                                | Efforts approfondis nécessaires         | 23 janvier 2014              | 25 mars 2014               | –                     | –                   |
| 3. Droit d’établissement et libre prestation de services             | Efforts approfondis nécessaires         | 30 janvier 2014              | 13 mars 2014               | –                     | –                   |
| 4. Libre circulation des capitaux                                    | Efforts approfondis nécessaires         | 13 octobre 2014              | 15 décembre 2014           | 10 décembre 2019      | –                   |
| 5. Marchés publics                                                   | Efforts approfondis nécessaires         | 21 mars 2014                 | 13 mai 2014                | 13 décembre 2016      | –                   |
| 6. Droit des sociétés                                                | Aucune difficulté majeure attendue      | 11 décembre 2014             | 5 février 2015             | 11 décembre 2017      | –                   |
| 7. Droits de propriété intellectuelle                                | Efforts approfondis nécessaires         | 24 septembre 2014            | 13 novembre 2014           | 20 juin 2017          | –                   |
| 8. Politique de la concurrence                                       | Efforts approfondis nécessaires         | 31 mars 2014                 | 5 novembre 2014            | –                     | –                   |
| 9. Services financiers                                               | Efforts approfondis nécessaires         | 21 janvier 2015              | 17 mars 2015               | 27 juin 2019          | –                   |
| 10. Société de l'information et médias                               | Efforts approfondis nécessaires         | 22 mai 2014                  | 11 juillet 2014            | –                     | –                   |
| 11. Agriculture et développement rural                               | Efforts considérables nécessaires       | 18 mars 2014                 | 16 septembre 2014          | 14 décembre 2021      | –                   |
| 12. Sécurité alimentaire, politique vétérinaire et phytosanitaire    | Efforts approfondis nécessaires         | 3 février 2014               | 24 octobre 2014            | –                     | –                   |
| 13. Pêche                                                            | Aucune difficulté majeure attendue      | 30 septembre 2014            | 14 novembre 2014           | 25 juin 2018          | –                   |
| 14. Politique des transports                                         | Efforts approfondis nécessaires         | 16 décembre 2014             | 27 février 2015            | 14 décembre 2021      | –                   |
| 15. Énergie                                                          | Efforts approfondis nécessaires         | 29 avril 2014                | 12 juin 2014               | 14 décembre 2021      | –                   |
| 16. Fiscalité                                                        | Aucune difficulté majeure attendue      | 14 octobre 2014              | 6 mars 2015                | –                     | –                   |
| 17. Politique économique et monétaire                                | Aucune difficulté majeure attendue      | 2 décembre 2014              | 12 mars 2015               | 10 décembre 2018      | –                   |
| 18. Statistiques                                                     | Aucune difficulté majeure attendue      | 20 mai 2014                  | 26 novembre 2014           | 10 décembre 2018      | –                   |
| 19. Politique sociale et emploi                                      | Efforts approfondis nécessaires         | 10 février 2014              | 26 juin 2014               | –                     | –                   |
| 20. Politique d'entreprise et politique industrielle                 | Aucune difficulté majeure attendue      | 3 avril 2014                 | 2 juillet 2014             | 27 février 2017       | –                   |
| 21. Réseaux transeuropéens                                           | Efforts approfondis nécessaires         | 29 avril 2014                | 19 décembre 2014           | 14 décembre 2021      | –                   |
| 22. Politique régionale et coordination des instruments structurels  | Efforts approfondis nécessaires         | 1er octobre 2014             | 29 janvier 2015            | –                     | –                   |
| 23. Appareil judiciaire et droits fondamentaux                       | Efforts considérables nécessaires       | 25 septembre 2013            | 10 décembre 2013           | 18 juillet 2016       | –                   |
| 24. Justice, liberté et sécurité                                     | Efforts considérables nécessaires       | 2 octobre 2013               | 13 décembre 2013           | 18 juillet 2016       | –                   |
| 25. Science et recherche                                             | Aucune difficulté majeure attendue      | 6 octobre 2014               | 1er décembre 2014          | 13 décembre 2016      | 13 décembre 2016    |
| 26. Éducation et culture                                             | Aucune difficulté majeure attendue      | 20 février 2014              | 4 avril 2014               | 27 février 2017       | 27 février 2017     |
| 27. Environnement                                                    | Totalement incompatible avec les acquis | 15 septembre 2014            | 21 novembre 2014           | 14 décembre 2021      | –                   |
| 28. Protection des consommateurs et de la santé                      | Efforts approfondis nécessaires         | 4 décembre 2014              | 4 février 2015             | –                     | –                   |
| 29. Union douanière                                                  | Aucune difficulté majeure attendue      | 26 mars 2014                 | 4 juin 2014                | 20 juin 2017          | –                   |
| 30. Relations extérieures                                            | Aucune difficulté majeure attendue      | 2 juillet 2014               | 9 octobre 2014             | 11 décembre 2017      | –                   |
| 31. Politique étrangère, de sécurité et de défense                   | Aucune difficulté majeure attendue      | 15 juillet 2014              | 10 octobre 2014            | –                     | –                   |
| 32. Contrôle financier                                               | Efforts considérables nécessaires       | 17 octobre 2013              | 26 novembre 2013           | 14 décembre 2015      | –                   |
| 33. Dispositions financières et budgétaires                          | Aucune difficulté majeure attendue      | 27 janvier 2015              | 24 mars 2015               | 25 juin 2018          | –                   |
| 34. Institutions                                                     | Rien à adopter                          | –                            | –                          | –                     | –                   |
| 35. Autres : processus de normalisation des relations avec le Kosovo | Efforts approfondis nécessaires         | 22 janvier 2014              | 25 mars 2015               | 14 décembre 2015      | –                   |
| Progression                                                          |                                         | 34 sur 34                    | 34 sur 34                  | 22 sur 34             | 2 sur 34            |

## Questions liées à l'adhésion serbe

### Politique étrangère

#### Collaboration avec le TPIY
La bonne coopération de la Serbie dans les travaux du TPIY était un élément important de la candidature.

##### Sous Milošević
Sous le régime de Slobodan Milošević, président de la République fédérale de Yougoslavie (RFY) jusqu'en 2000, la position du gouvernement serbe était hostile au TPIY. La position initiale de la RFY était la non-reconnaissance de la légalité et la juridiction du Tribunal. Les accords de Dayton, en 1995, firent évoluer cette situation car certaines dispositions concernaient l'obligation de coopérer avec le TPIY. En 1996, le président du Tribunal Antonio Cassese souligna le refus persistant de la RFY de reconnaître l'autorité du Tribunal. Avant que le mandat de Milošević prennent fin, la RFY ne coopérait que très rarement avec le TPIY.
Parmi les exemples du refus de coopérer de la RFY se trouve celui des « trois de Vukovar » (Mile Mrkšić, Miroslav Radić et Veselin Šljivančanin) qui étaient soupçonnés d'être responsable de l'assassinat de 260 hommes non-armés après la chute de Vukovar, de Ratko Mladić et Radovan Karadžić, qui était condamné pour avoir préparé, planifié et ordonné la commission de génocide, de crimes contre l'humanité, de crimes de guerre en Bosnie-Herzégovine.
Inversement, la RFY transfera Dražen Erdemović et Radoslav Kremenović au TPIY en mars 1996 afin qu'ils soient questionnés à propos du massacre de Srebrenica, mais ils n'ont alors pas été inculpés par le Tribunal. Un des autres aspects soulignant le refus de coopérer avec le TPIY fut l'absence de législation nationale fournissant un cadre aux relations avec le Tribunal.

##### Coalition Koštunica-Đinđić
Après la chute de Milošević en 2000, Vojislav Koštunica devint président. Les premières années suivants la chute de Milošević, les relations avec le TPIY furent marquées par la relation conflictuelle entre le président Koštunica, membre du parti démocratique de Serbie, et Zoran Đinđić, du parti démocratique (pro-Occidental). Koštunica et une importante part de l'élite politique considérait le TPIY illégitime et anti-serbe et refusait de coopérer avec lui. Žižić souhaitait coopérer avec le tribunal, notamment afin d'assurer le soutien économique des pays de l'Ouest. La coopération de la RFY entre 2000 et 2003 est qualifiée de « complexe et variée » et « marqué par l'instabilité politique au sein de la coalition gouvernementale ».
Un des évènements importants de cette période fut l'arrestation et le transfert de Slobodan Milošević à La Haye, respectivement le 1er avril 2001 et le 28 juin 2001. Le président du gouvernement, Zoran Žižić, planifia le transfert sous pression des États-Unis alors que le président Koštunica y était opposé. En octobre 2002, seuls 14 accusés avaient été transférés à La Haye.
Les relations avec le TPIY étaient également rendues difficile par le refus des autorités d'autoriser l'accès aux archives, la question de la protection des témoins ainsi que l'absence de législation nationale autorisant la coopération. Le 11 avril 2002, le Parlement adopta une loi sur la coopération avec le TPIY, cependant l'article 39 interdisait l'extradition des personnes accusées après l'entrée en vigueur de cette loi.

##### Sous Živković
Le 12 mars 2003, le Premier ministre Zoran Đinđić fut assassiné, un mois après la création de la Serbie-et-Monténégro. Le nouveau Premier ministre Zoran Živković déclara l'état d'urgence et dirigea d'importantes opérations policières pour mettre fin au crime organisé et à la corruption. En ce qui concerne les transferts vers le Tribunal, la Serbie-et-Monténégro extrada 7 accusés pendant ce laps de temps. La principale différence est que ceux-ci ont été arrêtés par les autorités serbes, tandis que les 14 précédents s'étaient, pour la plupart, rendus volontairement. En outre, la loi sur la coopération de 2002 fut modifié et l'article 39 supprimé.
Cependant, l'amélioration des relations entre l’État et le Tribunal n'implique pas l'acceptation, au sens général, de la juridiction du TPIY comme le montrent les réactions après l'inculpation de quatre généraux yougoslaves dont l'un était considéré comme un héros après avoir participé aux opérations mené par le Premier ministre contre le crime organisé.

##### Cohabitation Tadić-Koštunica
La politique serbe de 2004 à 2008 se caractérise par la cohabitation d'un nationaliste et des forces pro-occidents. En décembre 2003, après les élections législatives, Koštunica forma un gouvernement minoritaire avec le soutien tacite de l'ancien parti de Milošević. En juin 2004, l'élection présidentielle fut gagnée par le chef du parti démocratique, Boris Tadić qui souhaitait favoriser les réformes, l'intégration euro-atlantique et la coopération avec le TPIY. Cependant, comme le rôle du président est limité et symbolique, le pouvoir exécutif, déterminant la coopération avec le TPIY, restait de la compétence du gouvernement de Koštunica.
En matière de coopération avec le TPIY, le Tribunal déclara que « à partir de 2004, la Serbie-et-Monténégro a suspendu pratiquement toute coopération avec le Tribunal ». Cette situation fut notifiée au Conseil de sécurité des Nations unies, cependant l'élection de Tadić et la pression au sein du gouvernement Koštunica contribua à améliorer sensiblement la situation.
Depuis mai 2006, la Serbie autorise l'accès à ses archives au TPIY et facilite la comparution des témoins.

##### Sous Tadić
Lors de l'élection présidentielle de février 2008, Boris Tadić fut réélu. De plus, en mars 2008, le gouvernement Koštunica dut mettre fin à ses fonctions notamment du fait des dissensions internes en matière internationale, notamment avec la déclaration d'indépendance du Kosovo. Finalement, Mirko Cvetković, lui aussi du parti démocratique, devint Premier ministre.

#### Cas du Kosovo
Concernant la question du Kosovo et de ses relations post-indépendance avec la Serbie, l'UE définit l'amélioration de celles-ci comme un préalable à l'avancée du processus de rapprochement de la Serbie vers l'UE. L'ASA signé entre l'UE et la Serbie n'est ainsi entré en vigueur qu'après la signature d'un accord de normalisation des relations entre le Kosovo et la Serbie en avril 2013. Cependant, l'UE reste plutôt en retrait sur le problème, préférant jouer les intermédiaires, notamment parce que les États membres de l'UE ne sont pas tous en accord sur la politique de reconnaissance du Kosovo. Les relations entre l'UE et le Kosovo répondent actuellement principalement à des questions de sécurité et de développement économique.
| États ayant reconnu l'indépendance       | - Allemagne - Autriche - Belgique - Bulgarie - Croatie | - Danemark - Estonie - Finlande - France - Hongrie | - Irlande - Italie - Lettonie - Lituanie - Luxembourg | - Malte - Pays-Bas - Pologne - Portugal | - Slovénie - Suède - République tchèque |
| États n'ayant pas reconnu l'indépendance | - Chypre                                               | - Espagne                                          | - Grèce                                               | - Roumanie                              | - Slovaquie                             |

#### Relations avec la Russie
À la suite de la crise en Ukraine, la question des relations russo-serbe a été soulevée au niveau européen. En effet, le commissaire Hahn, chargé de la politique de voisinage et de l'élargissement, a réaffirmé la nécessité pour les États candidats d'aligner leurs politiques étrangères sur celle de l'Union.
Lors de son intervention en commission des affaires étrangères (AFET) le 19 janvier 2015, le rapporteur sur la Serbie David McAllister a souligné que les relations entre la Serbie et la Russie sont étroites et historiques. Il a cependant regretté, à l'instar des autres membres de la commission AFET, que la Serbie ne se soit pas alignée à la position du Conseil de l'Union européenne – notamment par l'adoption de mesures restrictives – lorsque ce dernier l'y a invité.

### Politique intérieure

#### Minorités

##### Roumanophone de Serbie
La communauté roumanophone serbe inclut non seulement des Roumains, mais aussi des Valaques. Leur gentilé est Rumâni, tandis qu'ils appellent leur propre communauté Rumâni din Sârbie pouvant se traduire par Roumains de Serbie. Bien qu'me, ethnographiquement et linguistiquement, ils soient liés aux Roumains, il y a au sein de la communauté valaque des divergences sur leur appartenance à la nation roumaine. Ces divergences apparaissent aussi lorsqu'il s'agit de déterminer si leur minorité devrait être amalgamé à la minorité roumaine de Voïvodine.
Dans un accord roumano-yougoslave du 4 novembre 2002, les autorités yougoslaves acceptèrent de reconnaître l'identité roumaine de la population valaque du centre de la Serbie mais l'accord ne fut pas appliqué. Le 23 avril 2005, les députés du Conseil de l'Europe représentant la Hongrie, la Géorgie, la Lituanie, la Roumanie, la Moldavie, l'Estonie, l'Arménie, l'Azerbaïdjan, le Danemark, et la Bulgarie protestèrent contre le traitement de cette population par la Serbie.
Le Sénat roumain repoussa la ratification de la candidature de la Serbie à l'Union européenne jusqu'à ce que le statut légal et les droits de la minorité roumaine (valaque) soit garantis.
Predrag Balašević, le président du parti valaque de Serbie accusa le gouvernement d'assimilation en utilisant l'organisation nationale valaque contre les intérêts de cette minorité en Serbie.
Depuis 2010, le Conseil national valaque de Serbie est dirigé par des membres des partis serbes majeurs (Parti démocratique et Parti socialiste) et la plupart sont d'origine serbe sans lien avec la minorité valaque/roumaine. Radiša Dragojević, président du Conseil national valaque de Serbie, qui n'est pas un valaque mais un serbe déclara que les valaques considéraient la Serbie comme leur patrie.
En réponse à la déclaration de Dragojević, les organisations culturelles Ariadnae Filum, Društvo za kulturu Vlaha - Rumuna Srbije, Društvo Rumuna - Vlaha „Trajan“, Društvo za kulturu, jezik i religiju Vlaha - Rumuna Pomoravlja, Udruženje za tradiciju i kulturu Vlaha « Dunav », Centar za ruralni razvoj - Vlaška kulturna inicijativa Srbija et le parti valaque de Serbie protestèrent et affirmèrent le contraire,.
Le 1er mars 2012, la Roumanie et la Serbie signèrent un accord concernant la population serbe. D'après l'accord, les membres de la communauté valaque peuvent se déclarer comme roumain et ceux qui le font peuvent avoir accès au système éducatif, aux médias et au culte dans leur langue.

## Position quant à l'adhésion

### Dans l'Union européenne
L'Union européenne a déclaré que la seule pré-condition et obstacle pour l'adhésion de la Serbie à l'UE, est la coopération avec le tribunal pénal international pour l'ex-Yougoslavie (TPY) et notamment, l'extradition de Ratko Mladić et Goran Hadžić, accusés de crimes contre l'humanité, crimes de guerre et génocide, qui sont les deux dernières personnes recherchées par le TPY. Ratko Mladić fut arrêté le 26 mai 2011 et Goran Hadžić le 20 juillet 2011.
Parmi les opposants à la signature et à la ratification de l'Accord de stabilisation et d'association se trouvaient les Pays-Bas qui ont déclaré qu'ils ne feraient pas entrer l'ASA en vigueur tant que Ratko Mladić ne serait pas en détention au TPY. Le 15 septembre 2008, les Pays-Bas ont gelé l'application des dispositions concernant les échanges commerciaux présentes dans l'ASA,.
La Serbie et l'UE s'opposaient sur la mise en œuvre de la mission EULEX au Kosovo. L'UE veut que cette mise en œuvre se fasse selon la proposition de statut pour le Kosovo faite par Martti Ahtisaari[C'est-à-dire ?], mais la Serbie souhaite que la mission EULEX soit au préalable approuvé par le Conseil de sécurité de l'ONU en accord avec la résolution 1244 du Conseil de sécurité des Nations unies. Finalement, l'ONU et le gouvernement serbe parvinrent à un accord en 5 points, après lequel le Conseil de sécurité a approuvé la mission EULEX qui sera dirigé sous le mandat de la MINUK. Le 19 mai 2011, lors de sa visite officielle en Serbie, José Manuel Barroso, Président de la Commission européenne, a déclaré que la reconnaissance du Kosovo n'était pas une pré-condition à l'adhésion serbe.
La Belgique et les Pays-Bas se sont opposés à la signature de l'accord de stabilisation et d'association tandis que le gouvernement espagnol soutenait la démarche de la Serbie.

### En Serbie

#### Position du Gouvernement
Le gouvernement serbe veut que l’État soit prêt à adhérer l'Union avant 2015. Cependant, il est plus probable que cela ne se produise plus tard que prévu du fait des problèmes intérieurs et des réformes à mettre en œuvre. Le Gouvernement serbe a déclaré que le statut du Kosovo n'interviendrait pas dans les négociations. En septembre 2012, le commissaire à l'élargissement, Štefan Füle, a rejeté l'idée selon laquelle l'Union européenne allait faire pression sur la Serbie pour qu'elle reconnaisse le Kosovo préalablement à son adhésion.
Le vice-Premier ministre Božidar Đelić signa l'accord de stabilisation et d'association (ASA) le 29 avril 2008. Le Premier ministre d'alors, Vojislav Koštunica, déclara que le ministre des Affaires étrangères russe Sergueï Lavrov avait raison lorsqu'il avait déclaré que l'ASA devait être signé. Cependant, le lendemain, le 2 mai 2008, il promit d'annuler l'accord après l'élection en le qualifiant de « combine », d'« accord de Solana » et de « signature de l'ASA de Tadić-Đelić »,. Après les élections législatives serbes de 2008, une nouvelle majorité parlementaire et un nouveau gouvernement furent formés. L'opposition à l'ASA perdit toute influence politique. Le nouveau Premier ministre serbe, Mirko Cvetković, annonça « une des premières démarches du nouveau gouvernement sera de soumettre l'accord de stabilisation et d'association avec l'Union européenne au parlement pour ratification. ». En janvier 2009, le gouvernement serbe a commencé à mettre en œuvre unilatéralement les obligations contenues dans les dispositions de l'accord. L'effet de cette mise en œuvre doit être évalué par la Commission européenne.

#### Position de la population

##### Données du bureau du Gouvernement serbe sur l'adhésion à l'Union
| Date           | Question                             | Oui  | Non  | Indécis |
| -------------- | ------------------------------------ | ---- | ---- | ------- |
| Décembre 2003  | La Serbie doit-elle rejoindre l'UE ? | 72 % | … %  | … %     |
| Juin 2008      | La Serbie doit-elle rejoindre l'UE ? | 67 % | 12 % | 21 %    |
| Octobre 2008   | La Serbie doit-elle rejoindre l'UE ? | 65 % | … %  | … %     |
| Décembre 2009  | La Serbie doit-elle rejoindre l'UE ? | 65 % | … %  | … %     |
| Juin 2010,     | La Serbie doit-elle rejoindre l'UE ? | 65 % | … %  | … %     |
| Novembre 2010  | La Serbie doit-elle rejoindre l'UE ? | 63 % | … %  | … %     |
| Décembre 2010, | La Serbie doit-elle rejoindre l'UE ? | 57 % | 18 % | 20 %    |
| Mai 2011       | La Serbie doit-elle rejoindre l'UE ? | 55 % | … %  | … %     |
| Juin 2011,     | La Serbie doit-elle rejoindre l'UE ? | 53 % | 24 % | 23 %    |
| Octobre 2011   | La Serbie doit-elle rejoindre l'UE ? | 46 % | 37 % | 17 %    |
| Janvier 2012,  | La Serbie doit-elle rejoindre l'UE ? | 51 % | 28 % | 21 %    |

##### Autres sources
| Date          | Institut de sondage                               | Question                             | Oui  | Non  | Indécis |
| ------------- | ------------------------------------------------- | ------------------------------------ | ---- | ---- | ------- |
| 2006          | Gallup Balkan Monitor                             | La Serbie doit-elle rejoindre l'UE ? | 61 % | … %  | … %     |
| Octobre 2008  | Strategic Marketing                               | La Serbie doit-elle rejoindre l'UE ? | 61 % | … %  | … %     |
| Novembre 2009 | Centre pour les élections libres et la démocratie | Soutien à l'adhésion                 | 71 % | … %  | … %     |
| Mars 2012     | B92/Ipsos Strategic Marketing                     | La Serbie doit-elle rejoindre l'UE ? | 49 % | 34 % | 5 %     |
| Octobre 2012  | B92/Ipsos Strategic Marketing                     | La Serbie doit-elle rejoindre l'UE ? | 48 % | 33 % | 7 %     |